# Copa Cirio
La Copa Cirio o Trofeo Cirio fue un torneo amistoso de fútbol auspiciado por la compañía de comida italiana Cirio.
Consistió en dos ediciones en las que participó el club italiano Lazio: la primera, en 1998, frente a Fiorentina, y la segunda, en 1999, ante Universidad de Chile.

## Trofeo Cirio 1998
El Trofeo Cirio 1998 fue la primera edición del torneo y consistió en la disputa de un único partido en agosto de ese año, en Roma, entre los clubes italianos Lazio y Fiorentina, siendo el primero auspiciado en ese entonces por Cirio.
El encuentro, que tuvo lugar en el Estadio Olímpico de Roma, tuvo por resultado una victoria de Lazio por 1-0, con anotación penal del delantero chileno Marcelo Salas al minuto 45.
| ?     | POR   | Luca Marchegiani    |     |
| ?     | DEF   | Giuseppe Pancaro    | 46' |
| ?     | DEF   | Paolo Negro         |     |
| ?     | DEF   | Giovanni Lopez      |     |
| ?     | DEF   | Giuseppe Favalli    |     |
| ?     | MED   | Alessandro Iannuzzi | 46' |
| ?     | MED   | Dejan Stanković     | 82' |
| ?     | MED   | Giorgio Venturin    |     |
| ?     | MED   | Iván de la Peña     | 71' |
| ?     | DEL   | Igor Protti         | 55' |
| ?     | DEL   | Marcelo Salas       | 71' |
| D. T. | D. T. | Sven-Göran Eriksson |     |

| ?     | POR   | Francesco Toldo     |     |
| ?     | DEF   | Moreno Torricelli   | 46' |
| ?     | DEF   | Pasquale Padalino   |     |
| ?     | DEF   | Aldo Firicano       |     |
| ?     | DEF   | Tomáš Řepka         |     |
| ?     | MED   | Jörg Heinrich       |     |
| ?     | MED   | Sandro Cois         | 46' |
| ?     | MED   | Domenico Morfeo     | 66' |
| ?     | MED   | Guillermo Amor      | 78' |
| ?     | DEL   | Gabriel Batistuta   |     |
| ?     | DEL   | Carmine Esposito    | 71' |
| D. T. | D. T. | Giovanni Trapattoni |     |

| ? | Defensa        | Stefano Lombardi | 46' |
| ? | Defensa        | Guerino Gottardi | 46' |
| ? | Delantero      | Alen Bokšić      | 55' |
| ? | Centrocampista | Roberto Baronio  | 71' |
| ? | Centrocampista | Roberto Rambaudi | 71' |
| ? | Centrocampista | Dario Marcolin   | 82' |

| ? | Defensa        | Giulio Falcone    | 46' |
| ? | Centrocampista | Christian Amoroso | 46' |
| ? | Centrocampista | Rui Costa         | 66' |
| ? | Centrocampista | Anselmo Robbiati  | 71' |
| ? | Centrocampista | Emiliano Bigica   | 78' |

| 45' (pen.) | Marcelo Salas | 1:0 |

| Principal | Rodomonti di Teramo |

|  |          |   |   |
|  | Penaltis | 0 | 1 |

| ?     | POR   | Luca Marchegiani    |     |
| ?     | DEF   | Giuseppe Pancaro    | 46' |
| ?     | DEF   | Paolo Negro         |     |
| ?     | DEF   | Giovanni Lopez      |     |
| ?     | DEF   | Giuseppe Favalli    |     |
| ?     | MED   | Alessandro Iannuzzi | 46' |
| ?     | MED   | Dejan Stanković     | 82' |
| ?     | MED   | Giorgio Venturin    |     |
| ?     | MED   | Iván de la Peña     | 71' |
| ?     | DEL   | Igor Protti         | 55' |
| ?     | DEL   | Marcelo Salas       | 71' |
| D. T. | D. T. | Sven-Göran Eriksson |     |

| ?     | POR   | Francesco Toldo     |     |
| ?     | DEF   | Moreno Torricelli   | 46' |
| ?     | DEF   | Pasquale Padalino   |     |
| ?     | DEF   | Aldo Firicano       |     |
| ?     | DEF   | Tomáš Řepka         |     |
| ?     | MED   | Jörg Heinrich       |     |
| ?     | MED   | Sandro Cois         | 46' |
| ?     | MED   | Domenico Morfeo     | 66' |
| ?     | MED   | Guillermo Amor      | 78' |
| ?     | DEL   | Gabriel Batistuta   |     |
| ?     | DEL   | Carmine Esposito    | 71' |
| D. T. | D. T. | Giovanni Trapattoni |     |

| ? | Defensa        | Stefano Lombardi | 46' |
| ? | Defensa        | Guerino Gottardi | 46' |
| ? | Delantero      | Alen Bokšić      | 55' |
| ? | Centrocampista | Roberto Baronio  | 71' |
| ? | Centrocampista | Roberto Rambaudi | 71' |
| ? | Centrocampista | Dario Marcolin   | 82' |

| ? | Defensa        | Giulio Falcone    | 46' |
| ? | Centrocampista | Christian Amoroso | 46' |
| ? | Centrocampista | Rui Costa         | 66' |
| ? | Centrocampista | Anselmo Robbiati  | 71' |
| ? | Centrocampista | Emiliano Bigica   | 78' |

| 45' (pen.) | Marcelo Salas | 1:0 |

| Principal | Rodomonti di Teramo |

|  |          |   |   |
|  | Penaltis | 0 | 1 |

| ?     | POR   | Luca Marchegiani    |     |
| ?     | DEF   | Giuseppe Pancaro    | 46' |
| ?     | DEF   | Paolo Negro         |     |
| ?     | DEF   | Giovanni Lopez      |     |
| ?     | DEF   | Giuseppe Favalli    |     |
| ?     | MED   | Alessandro Iannuzzi | 46' |
| ?     | MED   | Dejan Stanković     | 82' |
| ?     | MED   | Giorgio Venturin    |     |
| ?     | MED   | Iván de la Peña     | 71' |
| ?     | DEL   | Igor Protti         | 55' |
| ?     | DEL   | Marcelo Salas       | 71' |
| D. T. | D. T. | Sven-Göran Eriksson |     |

| ?     | POR   | Francesco Toldo     |     |
| ?     | DEF   | Moreno Torricelli   | 46' |
| ?     | DEF   | Pasquale Padalino   |     |
| ?     | DEF   | Aldo Firicano       |     |
| ?     | DEF   | Tomáš Řepka         |     |
| ?     | MED   | Jörg Heinrich       |     |
| ?     | MED   | Sandro Cois         | 46' |
| ?     | MED   | Domenico Morfeo     | 66' |
| ?     | MED   | Guillermo Amor      | 78' |
| ?     | DEL   | Gabriel Batistuta   |     |
| ?     | DEL   | Carmine Esposito    | 71' |
| D. T. | D. T. | Giovanni Trapattoni |     |

| ? | Defensa        | Stefano Lombardi | 46' |
| ? | Defensa        | Guerino Gottardi | 46' |
| ? | Delantero      | Alen Bokšić      | 55' |
| ? | Centrocampista | Roberto Baronio  | 71' |
| ? | Centrocampista | Roberto Rambaudi | 71' |
| ? | Centrocampista | Dario Marcolin   | 82' |

| ? | Defensa        | Giulio Falcone    | 46' |
| ? | Centrocampista | Christian Amoroso | 46' |
| ? | Centrocampista | Rui Costa         | 66' |
| ? | Centrocampista | Anselmo Robbiati  | 71' |
| ? | Centrocampista | Emiliano Bigica   | 78' |

| 45' (pen.) | Marcelo Salas | 1:0 |

| Principal | Rodomonti di Teramo |

|  |          |   |   |
|  | Penaltis | 0 | 1 |

| ?     | POR   | Luca Marchegiani    |     |
| ?     | DEF   | Giuseppe Pancaro    | 46' |
| ?     | DEF   | Paolo Negro         |     |
| ?     | DEF   | Giovanni Lopez      |     |
| ?     | DEF   | Giuseppe Favalli    |     |
| ?     | MED   | Alessandro Iannuzzi | 46' |
| ?     | MED   | Dejan Stanković     | 82' |
| ?     | MED   | Giorgio Venturin    |     |
| ?     | MED   | Iván de la Peña     | 71' |
| ?     | DEL   | Igor Protti         | 55' |
| ?     | DEL   | Marcelo Salas       | 71' |
| D. T. | D. T. | Sven-Göran Eriksson |     |

| ?     | POR   | Francesco Toldo     |     |
| ?     | DEF   | Moreno Torricelli   | 46' |
| ?     | DEF   | Pasquale Padalino   |     |
| ?     | DEF   | Aldo Firicano       |     |
| ?     | DEF   | Tomáš Řepka         |     |
| ?     | MED   | Jörg Heinrich       |     |
| ?     | MED   | Sandro Cois         | 46' |
| ?     | MED   | Domenico Morfeo     | 66' |
| ?     | MED   | Guillermo Amor      | 78' |
| ?     | DEL   | Gabriel Batistuta   |     |
| ?     | DEL   | Carmine Esposito    | 71' |
| D. T. | D. T. | Giovanni Trapattoni |     |

| ? | Defensa        | Stefano Lombardi | 46' |
| ? | Defensa        | Guerino Gottardi | 46' |
| ? | Delantero      | Alen Bokšić      | 55' |
| ? | Centrocampista | Roberto Baronio  | 71' |
| ? | Centrocampista | Roberto Rambaudi | 71' |
| ? | Centrocampista | Dario Marcolin   | 82' |

| ? | Defensa        | Giulio Falcone    | 46' |
| ? | Centrocampista | Christian Amoroso | 46' |
| ? | Centrocampista | Rui Costa         | 66' |
| ? | Centrocampista | Anselmo Robbiati  | 71' |
| ? | Centrocampista | Emiliano Bigica   | 78' |

| 45' (pen.) | Marcelo Salas | 1:0 |

| Principal | Rodomonti di Teramo |

|  |          |   |   |
|  | Penaltis | 0 | 1 |

### Campeón
| Italia          |
| Lazio 1º título |

## Copa Cirio 1999
La Copa Cirio 1999 fue la segunda edición del torneo y consistió en la disputa de un único partido en mayo de ese año, en Santiago de Chile, entre Universidad de Chile y el club italiano Lazio, auspiciado en ese entonces por Cirio.
El partido, que tuvo lugar en el Estadio Nacional, tuvo por resultado un empate por 1-1, cuyo ganador se definió mediante lanzamientos penales: Universidad de Chile venció por 5-4 y se adjudicó el trofeo amistoso. Destacó, además, la presencia de Marcelo Salas, que jugó anteriormente por el club universitario, entre 1994 y 1996.
| 1     | POR   | Sergio Vargas      |     |
| 13    | DEF   | Ricardo Rojas      |     |
| 28    | DEF   | Alex Von-Schwedler |     |
| 8     | DEF   | Cristián Mora      |     |
| 2     | MED   | Cristián Castañeda |     |
| 21    | MED   | Pablo Galdames     |     |
| 19    | MED   | Rafael Olarra      | 46' |
| 3     | MED   | Mauricio Aros      |     |
| 20    | MED   | Rodrigo Tello      |     |
| 17    | DEL   | Jorge Guzmán       | 46' |
| 14    | DEL   | Gamadiel García    | 46' |
| D. T. | D. T. | César Vaccia       |     |

| 22    | POR   | Marco Ballotta      |     |
| 15    | DEF   | Giuseppe Pancaro    |     |
| 2     | DEF   | Paolo Negro         |     |
| 11    | DEF   | Siniša Mihajlović   |     |
| 3     | DEF   | Stefano Lombardi    |     |
| 14    | MED   | Sérgio Conceição    |     |
| 20    | MED   | Dejan Stanković     | 46' |
| 24    | MED   | Fernando Couto      |     |
| 21    | MED   | Iván de la Peña     |     |
| 10    | DEL   | Roberto Mancini     | 58' |
| 9     | DEL   | Marcelo Salas       | 72' |
| D. T. | D. T. | Sven-Göran Eriksson |     |

| 10 | MED | Leonardo Rodríguez | 46' |
| 23 | DEL | Eduardo Arancibia  | 46' |
| 18 | DEL | Pedro González     | 46' |

| 26 | MED | Roberto Baronio  | 46' |
| ?  | MED | Federico Crovari | 58' |
| 5  | DEF | Giuseppe Favalli | 72' |

| 49' | Pedro González | 1:1 |

| 27' | Marcelo Salas | 0:1 |

| Sí · Sí · Sí · Sí · Sí | Pedro González Rodrigo Tello Mauricio Aros Sergio Vargas Leonardo Rodríguez | 1:1 2:2 3:2 4:3 5:4 |

| Sí · Sí · No · Sí · Sí | Iván de la Peña Roberto Baronio Fernando Couto Paolo Negro Siniša Mihajlović | 0:1 1:2 2:2 3:3 4:4 |

| Amonestado | Roberto Baronio |

| Principal | Rubén Selman |

| 1     | POR   | Sergio Vargas      |     |
| 13    | DEF   | Ricardo Rojas      |     |
| 28    | DEF   | Alex Von-Schwedler |     |
| 8     | DEF   | Cristián Mora      |     |
| 2     | MED   | Cristián Castañeda |     |
| 21    | MED   | Pablo Galdames     |     |
| 19    | MED   | Rafael Olarra      | 46' |
| 3     | MED   | Mauricio Aros      |     |
| 20    | MED   | Rodrigo Tello      |     |
| 17    | DEL   | Jorge Guzmán       | 46' |
| 14    | DEL   | Gamadiel García    | 46' |
| D. T. | D. T. | César Vaccia       |     |

| 22    | POR   | Marco Ballotta      |     |
| 15    | DEF   | Giuseppe Pancaro    |     |
| 2     | DEF   | Paolo Negro         |     |
| 11    | DEF   | Siniša Mihajlović   |     |
| 3     | DEF   | Stefano Lombardi    |     |
| 14    | MED   | Sérgio Conceição    |     |
| 20    | MED   | Dejan Stanković     | 46' |
| 24    | MED   | Fernando Couto      |     |
| 21    | MED   | Iván de la Peña     |     |
| 10    | DEL   | Roberto Mancini     | 58' |
| 9     | DEL   | Marcelo Salas       | 72' |
| D. T. | D. T. | Sven-Göran Eriksson |     |

| 10 | MED | Leonardo Rodríguez | 46' |
| 23 | DEL | Eduardo Arancibia  | 46' |
| 18 | DEL | Pedro González     | 46' |

| 26 | MED | Roberto Baronio  | 46' |
| ?  | MED | Federico Crovari | 58' |
| 5  | DEF | Giuseppe Favalli | 72' |

| 49' | Pedro González | 1:1 |

| 27' | Marcelo Salas | 0:1 |

| Sí · Sí · Sí · Sí · Sí | Pedro González Rodrigo Tello Mauricio Aros Sergio Vargas Leonardo Rodríguez | 1:1 2:2 3:2 4:3 5:4 |

| Sí · Sí · No · Sí · Sí | Iván de la Peña Roberto Baronio Fernando Couto Paolo Negro Siniša Mihajlović | 0:1 1:2 2:2 3:3 4:4 |

| Amonestado | Roberto Baronio |

| Principal | Rubén Selman |

| 1     | POR   | Sergio Vargas      |     |
| 13    | DEF   | Ricardo Rojas      |     |
| 28    | DEF   | Alex Von-Schwedler |     |
| 8     | DEF   | Cristián Mora      |     |
| 2     | MED   | Cristián Castañeda |     |
| 21    | MED   | Pablo Galdames     |     |
| 19    | MED   | Rafael Olarra      | 46' |
| 3     | MED   | Mauricio Aros      |     |
| 20    | MED   | Rodrigo Tello      |     |
| 17    | DEL   | Jorge Guzmán       | 46' |
| 14    | DEL   | Gamadiel García    | 46' |
| D. T. | D. T. | César Vaccia       |     |

| 22    | POR   | Marco Ballotta      |     |
| 15    | DEF   | Giuseppe Pancaro    |     |
| 2     | DEF   | Paolo Negro         |     |
| 11    | DEF   | Siniša Mihajlović   |     |
| 3     | DEF   | Stefano Lombardi    |     |
| 14    | MED   | Sérgio Conceição    |     |
| 20    | MED   | Dejan Stanković     | 46' |
| 24    | MED   | Fernando Couto      |     |
| 21    | MED   | Iván de la Peña     |     |
| 10    | DEL   | Roberto Mancini     | 58' |
| 9     | DEL   | Marcelo Salas       | 72' |
| D. T. | D. T. | Sven-Göran Eriksson |     |

| 10 | MED | Leonardo Rodríguez | 46' |
| 23 | DEL | Eduardo Arancibia  | 46' |
| 18 | DEL | Pedro González     | 46' |

| 26 | MED | Roberto Baronio  | 46' |
| ?  | MED | Federico Crovari | 58' |
| 5  | DEF | Giuseppe Favalli | 72' |

| 49' | Pedro González | 1:1 |

| 27' | Marcelo Salas | 0:1 |

| Sí · Sí · Sí · Sí · Sí | Pedro González Rodrigo Tello Mauricio Aros Sergio Vargas Leonardo Rodríguez | 1:1 2:2 3:2 4:3 5:4 |

| Sí · Sí · No · Sí · Sí | Iván de la Peña Roberto Baronio Fernando Couto Paolo Negro Siniša Mihajlović | 0:1 1:2 2:2 3:3 4:4 |

| Amonestado | Roberto Baronio |

| Principal | Rubén Selman |

| 1     | POR   | Sergio Vargas      |     |
| 13    | DEF   | Ricardo Rojas      |     |
| 28    | DEF   | Alex Von-Schwedler |     |
| 8     | DEF   | Cristián Mora      |     |
| 2     | MED   | Cristián Castañeda |     |
| 21    | MED   | Pablo Galdames     |     |
| 19    | MED   | Rafael Olarra      | 46' |
| 3     | MED   | Mauricio Aros      |     |
| 20    | MED   | Rodrigo Tello      |     |
| 17    | DEL   | Jorge Guzmán       | 46' |
| 14    | DEL   | Gamadiel García    | 46' |
| D. T. | D. T. | César Vaccia       |     |

| 22    | POR   | Marco Ballotta      |     |
| 15    | DEF   | Giuseppe Pancaro    |     |
| 2     | DEF   | Paolo Negro         |     |
| 11    | DEF   | Siniša Mihajlović   |     |
| 3     | DEF   | Stefano Lombardi    |     |
| 14    | MED   | Sérgio Conceição    |     |
| 20    | MED   | Dejan Stanković     | 46' |
| 24    | MED   | Fernando Couto      |     |
| 21    | MED   | Iván de la Peña     |     |
| 10    | DEL   | Roberto Mancini     | 58' |
| 9     | DEL   | Marcelo Salas       | 72' |
| D. T. | D. T. | Sven-Göran Eriksson |     |

| 10 | MED | Leonardo Rodríguez | 46' |
| 23 | DEL | Eduardo Arancibia  | 46' |
| 18 | DEL | Pedro González     | 46' |

| 26 | MED | Roberto Baronio  | 46' |
| ?  | MED | Federico Crovari | 58' |
| 5  | DEF | Giuseppe Favalli | 72' |

| 49' | Pedro González | 1:1 |

| 27' | Marcelo Salas | 0:1 |

| Sí · Sí · Sí · Sí · Sí | Pedro González Rodrigo Tello Mauricio Aros Sergio Vargas Leonardo Rodríguez | 1:1 2:2 3:2 4:3 5:4 |

| Sí · Sí · No · Sí · Sí | Iván de la Peña Roberto Baronio Fernando Couto Paolo Negro Siniša Mihajlović | 0:1 1:2 2:2 3:3 4:4 |

| Amonestado | Roberto Baronio |

| Principal | Rubén Selman |

### Campeón
| Chile                          |
| Universidad de Chile 1º título |

## Finales
| Año             | Final                | Final     | Final          |
| Año             | Campeón              | Resultado | Subcampeón     |
| --------------- | -------------------- | --------- | -------------- |
| I Edición 1998  | SS Lazio             | 1–0       | ACF Fiorentina |
| II Edición 1999 | Universidad de Chile | 1-1 (5-4) | SS Lazio       |